# Rhinogobius rubrolineatus
Rhinogobius rubrolineatus är en fiskart som beskrevs av Chen och Miller 2008. Rhinogobius rubrolineatus ingår i släktet Rhinogobius och familjen smörbultsfiskar. Inga underarter finns listade i Catalogue of Life.